# Salenthal
Salenthal korábbi község Franciaországban, Bas-Rhin megyében. Lakosainak száma 217 fő (2018. január 1.). Salenthal Allenwiller, Sommerau, Birkenwald, Dimbsthal és Singrist községekkel határos.
2016. január 1-jén három másik korábbi községgel egyesült és az így létrejött Sommerau új község része lett.

## Népesség
A település népessége az elmúlt években az alábbi módon változott:
| Lakosok száma | 133  | 123  | 123  | 121  | 140  | 213  | 246  | 257  | 216  | 217  |
|               | 1962 | 1968 | 1975 | 1982 | 1990 | 2008 | 2013 | 2015 | 2017 | 2018 |